# Emiliano Zapata, Reforma
Emiliano Zapata är en ort i Mexiko. Den ligger i kommunen Reforma och delstaten Chiapas, i den sydöstra delen av landet, 700 km öster om huvudstaden Mexico City. Emiliano Zapata ligger 34 meter över havet och antalet invånare är 264.
Terrängen runt Emiliano Zapata är platt. Runt Emiliano Zapata är det ganska tätbefolkat, med 70 invånare per kvadratkilometer. Närmaste större samhälle är El Carmen, 2,3 km norr om Emiliano Zapata. Omgivningarna runt Emiliano Zapata är en mosaik av jordbruksmark och naturlig växtlighet.